# Егесторф
Егесторф (њем. Egestorf) општина је у њемачкој савезној држави Доња Саксонија. Једно је од 42 општинска средишта округа Харбург. Према процјени из 2010. у општини је живјело 2.394 становника. Посједује регионалну шифру (AGS) 3353009.

## Географски и демографски подаци
Егесторф се налази у савезној држави Доња Саксонија у округу Харбург. Општина се налази на надморској висини од 83 метра. Површина општине износи 48,7 km². У самом мјесту је, према процјени из 2010. године, живјело 2.394 становника. Просјечна густина становништва износи 49 становника/km².